# الاپادو
الاپادو (به انگلیسی: Alapadu) یک منطقهٔ مسکونی در هند است که در آندرا پرادش واقع شده‌است.